# Іванова Людмила Дмитрівна
Іванова Людмила Дмитрівна (18 червня 1937, Ворошилівка, нині у складі Дніпропетровська — 25 січня 2022, Ужгород) — театральна актриса. Заслужена артистка УРСР (Ужгород).

## Біографія

Могила артистки театру Л.Іванової в Ужгороді

- 1956 рік — закінчила Дніпропетровське театральне училище (викл. І. Кобринський);
- 1956—1960 роки — акторка Харківського театру музичної комедії;
- 1960—1962 роки — акторка Миколаївського українського музично-драматичного театру;
- 1962—1963 роки — акторка Закарпатського українського музично-драматичного театру (Ужгород);
- 1963—1965 роки — акторка Хмельницького українського музично-драматичного театру;
- 1965—1968 роки — акторка Черкаського українського музично-драматичного театру;
- 1969 року — 2020 роки — артистка драмиЗакарпатського академічного обласного українського музично-драматичного театру імені братів Юрія-Августина та Євгена Шерегіїв (Ужгород).

Померла від COVID 19 — 25 січня 2021 року в м. Ужгород. (Похована на цвинтарі Барвінок, Ужгород)

## Нагороди
- Заслужений артист УРСР (1972)[1]
- Лауреат обласної театральної премії ім. братів Євгена та Юрія — Августина Шерегіїв (2009)

## Основні ролі в театрі
Закарпатського академічного обласного українського музично-драматичного театру імені братів Юрія-Августина та Євгена Шерегіїв.
- Олеся («Трембіта» –Ю. Мілютіна, 1962);
- Оксана («Запорожець за Дунаєм» — А.Гулака-Артемовського,1968);
- Долорес («Кам'яний господар» — Л.Українки, 1971);
- Майя («Платон Кречет» — О. Корнійчука,1971);
- Оленка («Голубі олені» — О. Коломійця, 1974);
- Харитина («Наймичка» — І. Карпенка-Карого, 1974);
- Настя («Чаклунка синіх гір» — В. Сичевського, 1975);
- Пепіта («Вільний вітер» — І. Дунаєвського. 1977);
- Гелена («Варшавська мелодія» — Л. Зоріна, 1979);
- Б'янка («Отела» — У.Шекспіра, 1981);
- Іветта («Матінка Кураж» — Б.Брехта, 1983);
- Наталка («Наталка Полтавка» — І. Котляревського),
- Аза («Циганка Аза» — М. Старицького),
- Мати Степана («Бояриня» — Л. Українки, 1990);
- Галина («Танго для тебе» — бр. Шерегіїв, 1999);
- Секлита («Банкрот» («За двома зайцями» — М.Старицького, 2000);
- Мати ("Все починається з любові (Старі будинки) — Л.Сущенка, В.Хаїта, М.Голубенка, 2001);
- Роза Олександрівна ("Шампансьеого і карету («Ретро») — О.Галіна, 2002);
- Тітонька Чарлей («Здрастуйте Я ваша тітонька» — Б.Томаса,2013).